# Кяльгозеро (озеро, Суоярвский район)
Кяльгозеро — пресноводное озеро на территории Поросозерского сельского поселения Суоярвского района Республики Карелии.

## Общие сведения
Площадь озера — 4,2 км², площадь водосборного бассейна — 95,5 км². Располагается на высоте 189,1 метров над уровнем моря.
Форма озера лопастная, продолговатая: оно более чем на два километра вытянуто с северо-запада на юго-восток. Берега изрезанные, каменисто-песчаные, часто — заболоченные.
С восточной стороны озера вытекает река Мегри, впадающая в озеро Кинаспуоли, соединяющееся короткой протокой с рекой Суной.
С юго-востока в Кяльгозеро впадает протока Мегри, несущая воды озёр Упоз, Мегриярви и Кялкяярви.
Населённые пункты и автодороги вблизи водоёма отсутствуют.
Код объекта в государственном водном реестре — 01040100211102000017906.